# Viktor Nagy

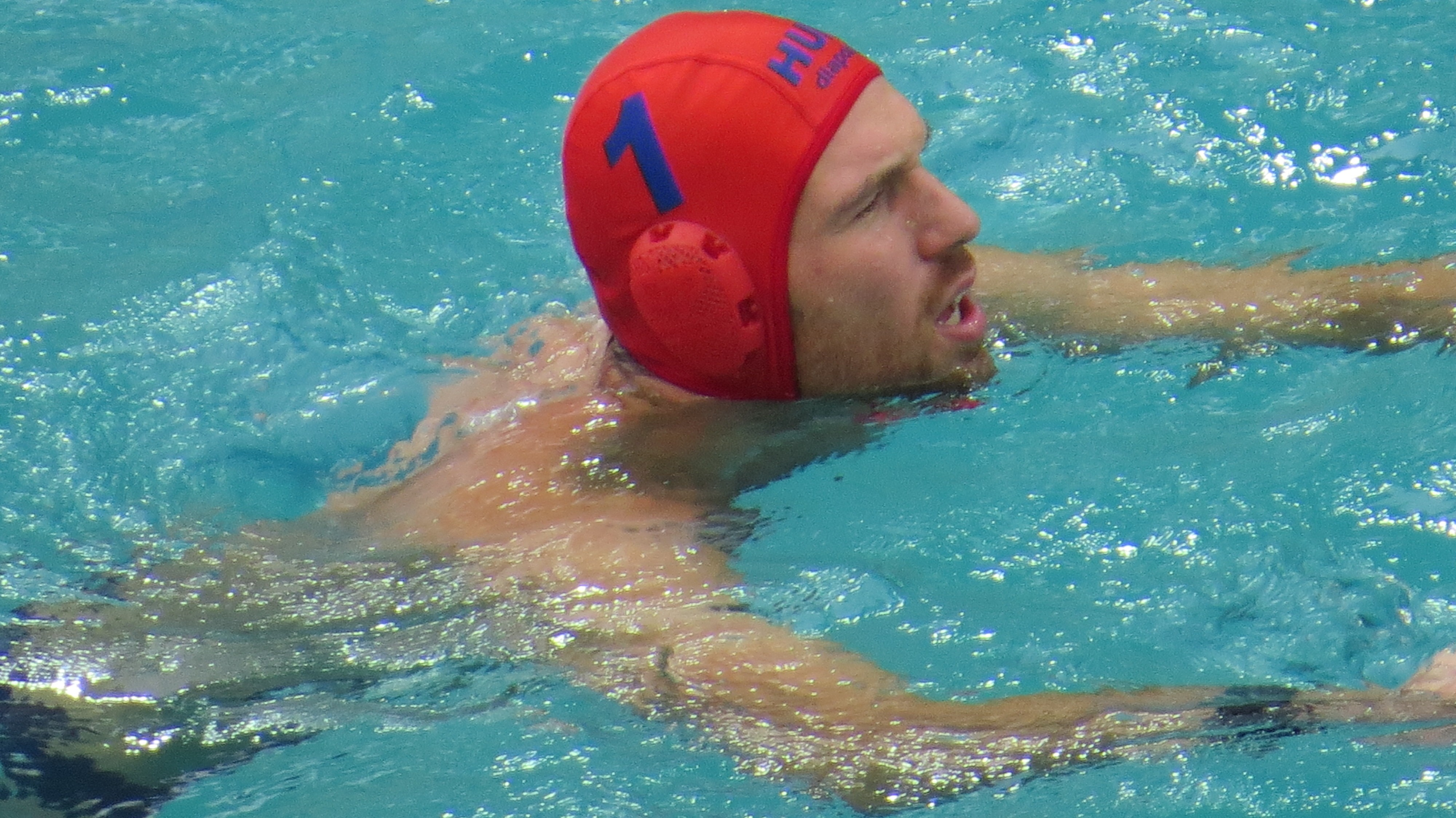
Viktor Nagy

Viktor Nagy (* 24. Juli 1984 in Budapest) ist ein ungarischer Wasserballtorwart.
Nagy spielte bis 2004 beim Budapesti VSC und wechselte dann zu Vasas Budapest, mit Vasas gewann Nagy von 2007 bis 2010 und 2012 die ungarische Landesmeisterschaft.
Der 1,98 m große Nagy war mit der ungarischen Nationalmannschaft 2007 Vizeweltmeister und 2008 Europameisterschaftsdritter. Bei den Olympischen Spielen 2008 stand Nagy nicht im ungarischen Aufgebot, neben Zoltán Szécsi kehrte der erfahrenere István Gergely ins ungarische Team zurück. Seit den Olympischen Spielen ist Nagy zweiter Torwart neben dem dreifachen Olympiasieger Szécsi. Er wurde mit der ungarischen Mannschaft 2009 Fünfter bei der Weltmeisterschaft, 2011 erreichte die Mannschaft den vierten Platz. Bei der Europameisterschaft 2012 gewann die ungarische Mannschaft die Bronzemedaille.
Bei Olympischen Spielen schied Nagy mit der ungarischen Mannschaft 2012 und 2016 im Viertelfinale aus. Bei den 2021 ausgetragenen Olympischen Spielen in Tokio gewannen die Ungarn die Bronzemedaille.